# Miraflorestriptiek
De Miraflorestriptiek is een altaarstuk in olieverf van Rogier van der Weyden uit circa 1440.
Er bestaat een kleinere kopie van het altaarstuk dat in de 20e eeuw lange tijd voor het origineel werd gehouden, terwijl het werk in Berlijn als een repliek werd beschouwd die wel in het atelier van Rogier van der Weyden was gemaakt. Technisch onderzoek en nadere studie hebben echter uitgewezen dat de kleinere versie rond 1496 in Spanje werd geschilderd door Juan de Flandes.

## Opdrachtgever en toeschrijving
De Miraflorestriptiek is vrijwel zeker in opdracht van Juan II van Castilië gemaakt. De koning had in 1442 een kartuizerklooster gesticht in het voormalige Miraflores-paleis, een jachtslot bij Burgos. Uit de archieven van het klooster blijkt dat de koning het altaarstuk in 1445 aan het klooster heeft geschonken, waar hij ook begraven wilde worden. Na een brand in 1452 werd een nieuw onderkomen voor de kartuizers gebouwd, inclusief een graftombe voor Juan II en zijn echtgenote Isabella van Portugal, die in 1493 onder leiding van zijn dochter Isabella I van Castilië gereedkwam. Kort erna liet zij een kopie van de triptiek maken, die ten slotte een plek kreeg in haar eigen grafkapel, de Capilla Real in de Kathedraal van Granada.
De uit de Lage Landen vrijwel onbekende constructie van drie even grote panelen, waarbij de zijpanelen niet gesloten kunnen worden, is waarschijnlijk een verzoek van de Spaanse opdrachtgever. In Spanje lijken dergelijke altaarstukken gebruikelijker te zijn geweest. Grosshans wees erop dat de drie panelen inhoudelijk gelijkwaardig zijn en dat dat ook een reden kan zijn waarom het altaarstuk niet de vorm van een traditioneel triptiek met beweegbare zijluiken heeft, omdat daar het middenpaneel altijd dominant is. Later, mogelijk in de 16e eeuw, werden de panelen van scharnieren voorzien waardoor ze over elkaar konden worden geklapt, maar omdat de achterkanten van de zijpanelen onbewerkt zijn, was dit waarschijnlijk niet de oorspronkelijke constructie. In de 19e eeuw kregen de panelen een nieuwe omlijsting.
Hoewel het altaarstuk algemeen als eigenhandig wordt beschouwd, lijkt hier en daar een assistent te hebben meegewerkt. Zo is er een verschil in kwaliteit tussen de achtergronden van het tweede en het derde paneel. Achter het kruis op het middenpaneel ontvouwt zich een sfeervol, gevarieerd en tegelijk helder gestructureerd landschap dat het gevoel voor ritme laat zien waar Rogier om bekend staat, terwijl het landschap op het rechterpaneel rommeliger en stereotieper overkomt en de figuren die de Opstanding uitbeelden een wat houterige indruk maken. Overigens blijkt uit de ondertekening dat juist op dit rechterpaneel in plaats van de zaal op de achtergrond oorspronkelijk een binnenplaats was gepland.

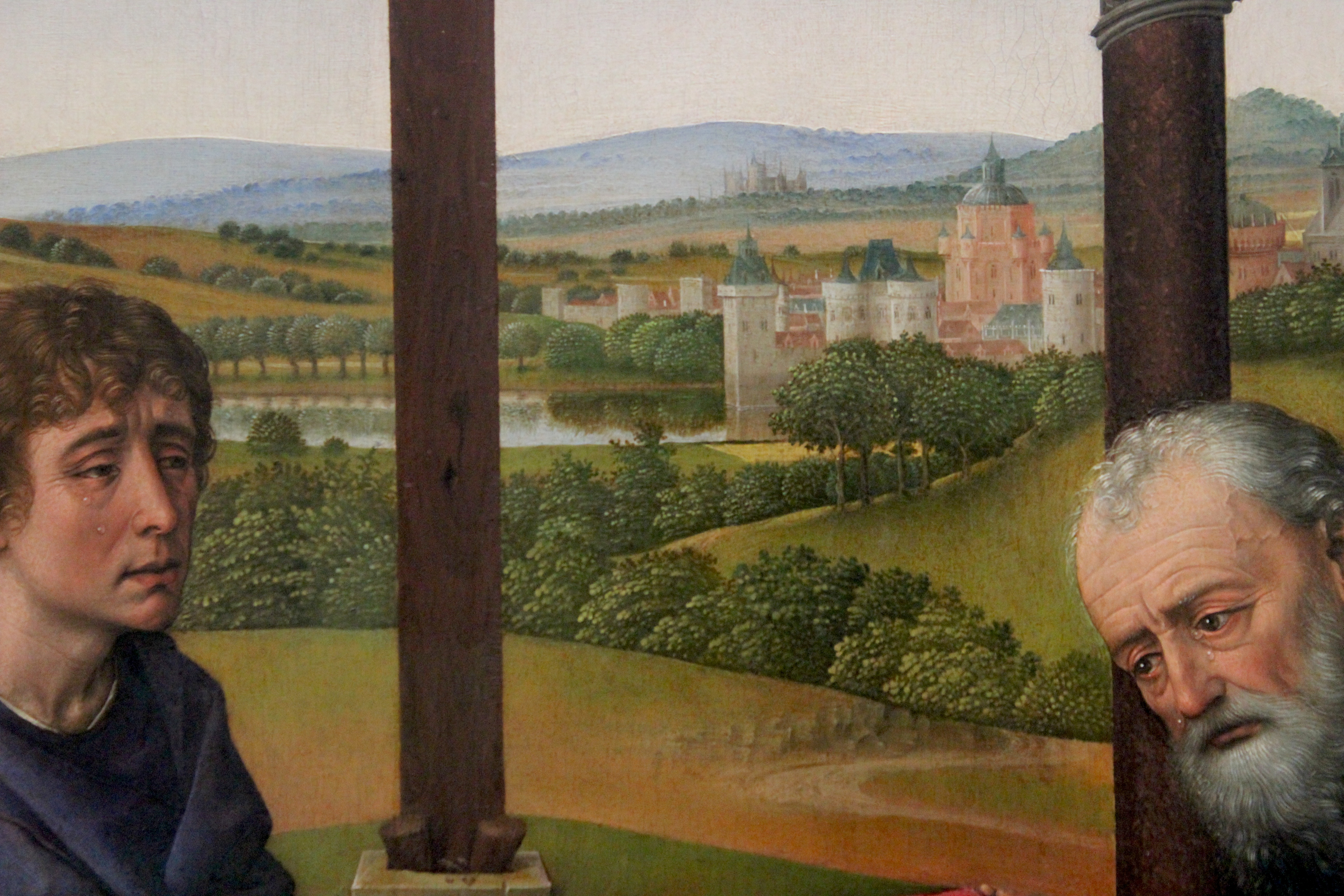
Detail van het tweede paneel
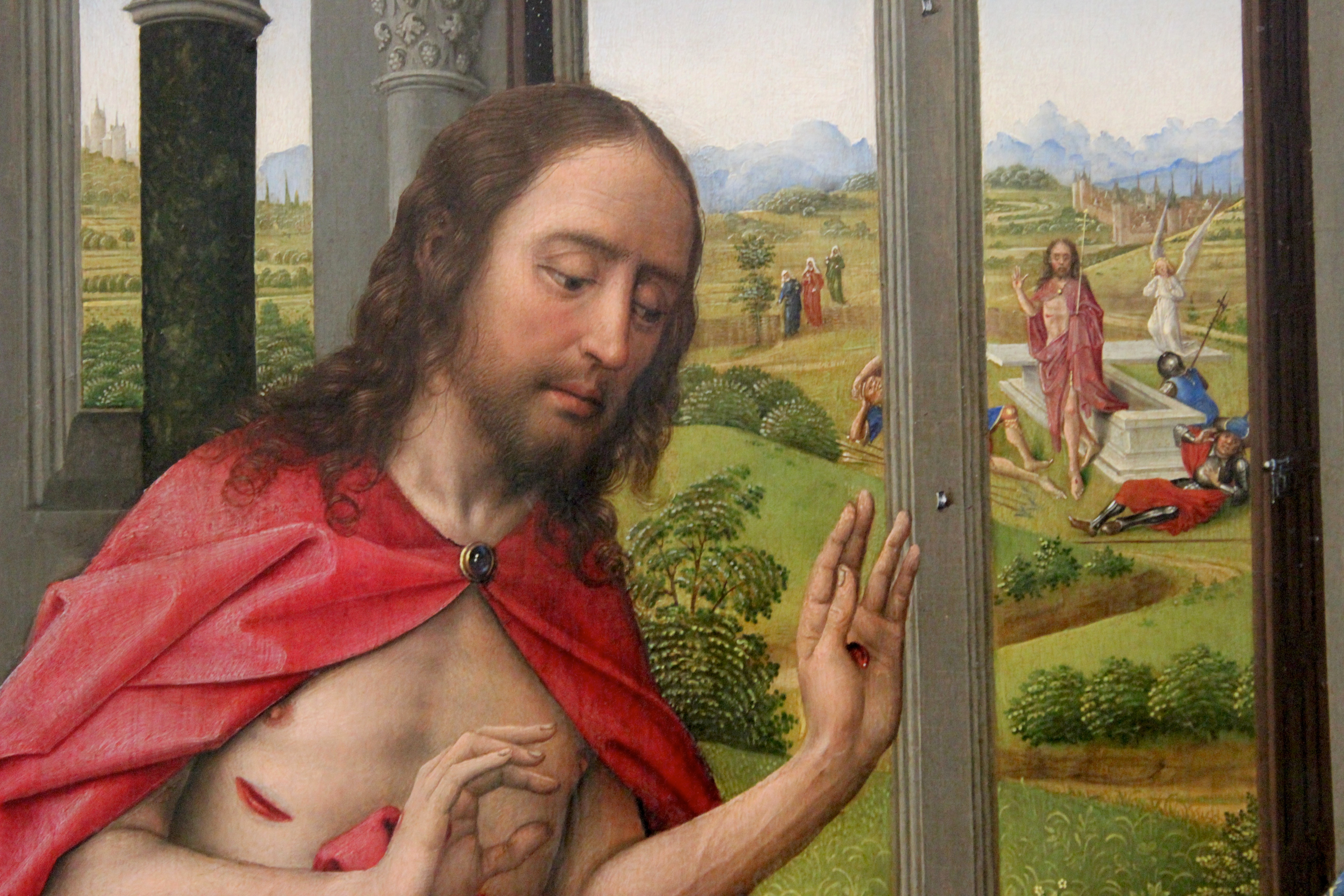
Detail van het derde paneel

## Voorstelling
Het altaarstuk bestaat uit drie taferelen die worden omkaderd door ogenschijnlijk houten, met stenen sculpturen versierde omlijstingen. Achter de openingen bevindt zich steeds een soort portaal met een baldakijn op twee zuilen, waarachter op de zijpanelen een grotere ruimte ligt. De architectuur is wel vergeleken met een doksaal en dan in het bijzonder van het type dat in kartuizerkloosters gebruikelijk was. Aan de complexe iconografie van het altaarstuk lag waarschijnlijk een theologisch programma ten grondslag.
Het zijn de schijnsculpturen op de bogen van de deuromlijstingen die het Bijbelse verhaal vertellen, terwijl de levensechte hoofdtaferelen, die deels de omlijstingen overschrijden, eerder lyrische, tijdloze voorstellingen zijn waarin het verhalende element ondergeschikt is aan de mystieke relatie tussen de Maagd Maria en haar Zoon. De schijnsculpturen moeten, vanaf de top, tegen de wijzers van de klok in worden gelezen; dat wil zeggen: eerst aan de linkerkant van boven naar beneden en daarna die aan de rechterkant, van onder naar boven. Waarschijnlijk is voor deze ongebruikelijke volgorde gekozen, omdat op deze manier de tenhemelopneming met de kroning van Maria op het laatste paneel bovenaan staat en ook de bekroning van het altaarstuk vormt. Bovendien is er zo op het eerste paneel een beweging van de hemel naar de aarde (beginnend met de annunciatie) en op het laatste paneel een tegengestelde beweging van de aarde naar de hemel. Maria is in elk van deze kleinere voorstellingen aanwezig.
Tijdens de totstandkoming werden sommige zaken aangepast. Zo zijn de engelen met kroon en banderol pas toegevoegd toen de architecturale omlijsting al gereed was, waardoor de verwantschap met de Durán-Madonna versterkt wordt. De bijbehorende teksten zijn vrije ontleningen aan teksten uit het Nieuwe Testament, op dezelfde manier als de zeven engelen met banderollen op De Zeven Sacramenten. De engelen met kronen geven het Leitmotiv van het altaarstuk weer, namelijk de deugden van Maria, die worden uitgelegd in de teksten en gesymboliseerd door de kleuren van haar mantel: wit voor haar maagdelijke zuiverheid, rood als teken van haar liefde en verdriet, en blauw voor haar trouw, perseverantia en nederigheid. Ze benadrukken Maria's rol bij het verlosserswerk van haar Zoon.
Op de drie panelen is op de zoom van Maria's mantel steeds de tekst van het Magnificat geborduurd, maar op het middenpaneel wordt boven haar voorhoofd de tekst onderbroken met Deus Meus, Deus Meus ("Mijn God, mijn God"), Christus' laatste woorden aan het kruis, waarmee de stervende Verlosser het lot van de mensheid toevertrouwt aan de moederlijke zorg van de Heilige Maagd.
Op de pilaren naast de deuropeningen staan – van links naar rechts – de geschilderde sculpturen van Petrus, de evangelisten Lucas, Johannes, Matteüs en Marcus, en ten slotte Paulus.

### De aanbidding van het Christuskind

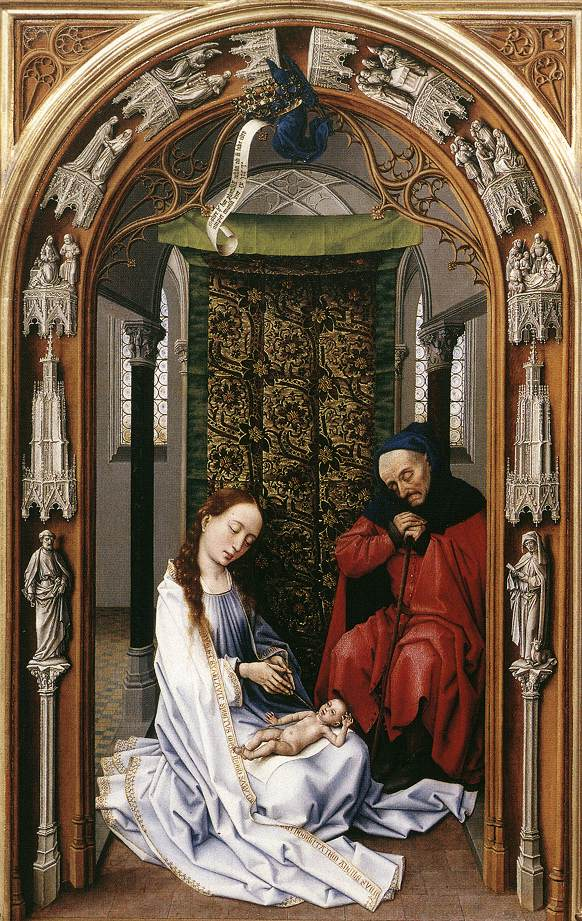
linkerpaneel

Op het eerste paneel is Maria volledig in het wit gekleed als symbool van haar maagdelijkheid. Ze is als een Madonna van nederigheid op de grond gezeten, terwijl ze het pasgeboren Christuskind aanbidt dat op haar schoot ligt. Ze is alleen met haar kind, want Jozef zit met gesloten ogen enigszins apart, leunend op zijn stok, en speelt geen rol in de mystieke gebeurtenis. Achter hen hangt als een koninklijke troon een kostbaar kleed van goudbrokaat.
Dat Maria het Christuskind aanbidt terwijl het op haar schoot ligt, is door Panofsky in verband gebracht met middeleeuwse teksten, waarin Maria zegt, terwijl ze de dode Christus beweent: "Nu ligt je dode lichaam op mijn schoot, zoals je ooit als slapend kind op mijn schoot lag." Het beeldrijm dat zo tussen de eerste twee panelen ontstaat, lijkt daarom een bewuste keuze.
Op het kapiteel van de linkerzuil is de dood van Absalom gebeeldhouwd als voorafbeelding van de dood van Christus. De schijnsculpturen op de boog verbeelden achtereenvolgens: annunciatie, visitatie, geboorte van Jezus, aanbidding door de herders, aanbidding door de wijzen, presentatie in de tempel.
De tekst op de banderol van de engel met de kroon is gebaseerd op Eerste brief van Jacobus 1:12 en luidt:
Mulier hec fuit probatissima, munda ab omni labe; ideo accipiet coronam vitae. Ex. Jac. I°.
("Deze vrouw was de voortreffelijkste, vrij van elke smet, daarom krijgt zij de kroon des levens. Uit de eerste brief van Jacobus.")

### De bewening van Christus

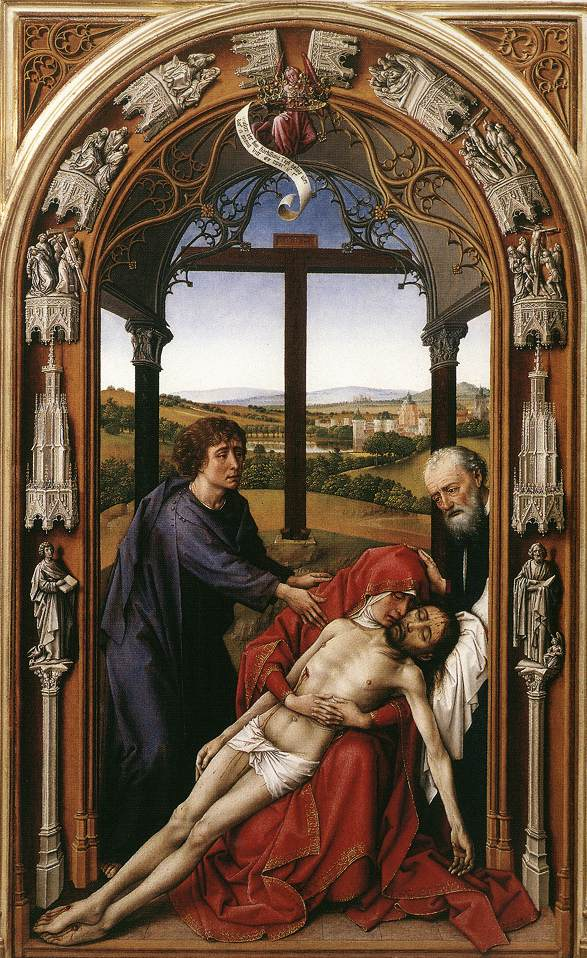
middenpaneel

Het middenpaneel toont de bewening van Christus in de vorm van een pietà in het gezelschap van de apostel Johannes en Jozef van Arimatea, met achter hen het lege kruis, dat de figuren afsluit van het landschap erachter. Doordat de twee mannen een ondergeschikte rol spelen in het gebeuren, is ook dit meer een symbolisch dan een verhalend tafereel. De pietà, met Maria zittend op de grond, is gecombineerd met de threnos (Grieks voor "dodenzang") of hartverscheurende afscheidskus, een oorspronkelijk Byzantijns motief. In tegenstelling tot de Duitse pietà of Vesperbild met een tronende, roerloze Moeder Gods, is dit type voorstelling van Italiaanse oorsprong. Het werd vanaf eind 14e eeuw ook in het gotische noorden uitgebeeld in diverse variaties. Kenmerkend voor Rogier van der Weyden is de realistische en empathische uitbeelding van de voorstelling: Maria houdt het stijve lichaam van haar zoon met ineengestrengelde vingers dicht tegen zich aan gedrukt, "in een laatste poging om te behouden wat niet behouden kan worden", zoals Panofsky het omschreef. Op het kapiteel van de linkerzuil is de verdrijving van Adam en Eva uit het Paradijs afgebeeld, wat de directe aanleiding voor de drama was.
De compositie vormde de basis voor twee andere, zelfstandige schilderijen, te weten De bewening in Brussel en een Bewening met stichter die verloren is gegaan en alleen bekend is van enkele kopieën. Deze werken waren op hun beurt het voorbeeld voor latere variaties die door ateliermedewerkers van Rogier van der Weyden werden uitgevoerd en na zijn dood ook door andere kunstenaars werden nagevolgd en gekopieerd.
De schijnsculpturen op de boog verbeelden achtereenvolgens: afscheid van Christus, bericht van de arrestatie van Christus, kruisdraging, oprichting van het kruis, kruisiging, graflegging.
De tekst op de banderol van de engel met de kroon is gebaseerd op Openbaring 2:10 en luidt:
Mulier hec fuit fidelissima in Christi dolore; ideo datur ei corona vitae. Ex. Apoc. II° capitulo.
("Deze vrouw was de trouwste in het lijden van Christus; daarom wordt haar de kroon des levens gegeven. Uit het tweede hoofdstuk van de Openbaring.")

### De herrezen Christus verschijnt aan Zijn moeder

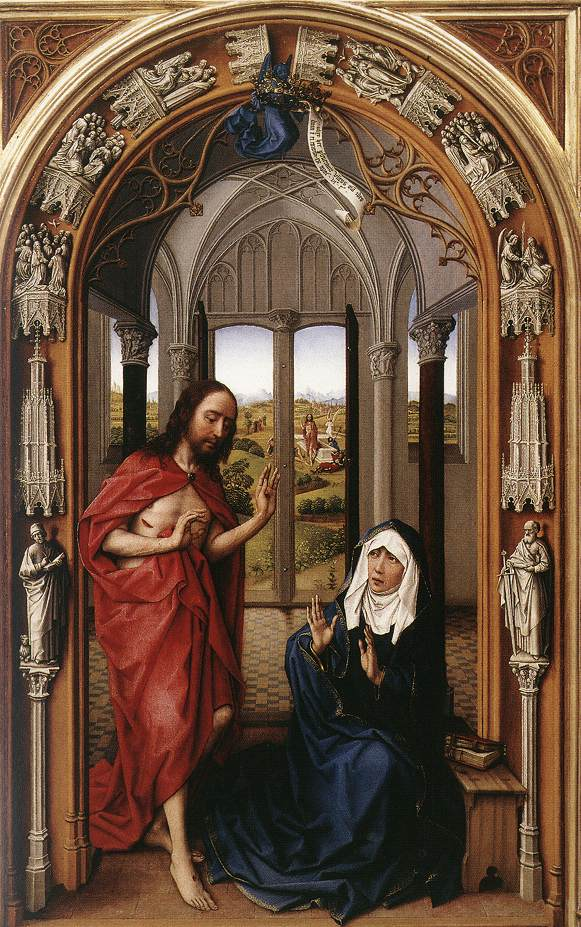
rechterpaneel

Het derde paneel laat zien hoe Christus na zijn opstanding, die op de achtergrond is afgebeeld, als eerste aan zijn moeder verscheen. Panofsky wees erop dat de reeks niet zoals in andere uitbeeldingen van het leven van Maria glorieus eindigt met haar hemelvaart of kroning, maar met een scène waarin meerdere emoties verenigd zijn: "het verdriet van de Passie, de vreugde van het onverhoopte wederzien en de belofte van de hemelse hereniging." Deze gebeurtenis komt niet in het Nieuwe Testament of de apocriefe evangeliën voor en is daarom vrij zeldzaam in de westerse kunst. Er bestond echter een oude traditie die het onwaarschijnlijk vond dat de drie vrouwen bij het graf het nieuws van de opstanding eerder zouden hebben vernomen dan Maria zelf. In de late middeleeuwen was het verhaal vooral bekend uit de Meditationes van de Pseudo-Bonaventura en de vrijwel letterlijke overname hiervan door de kartuizer monnik Ludolf van Saksen in zijn Vita Jesu Christi. Rogier van der Weyden maakt een fijnzinnige synthese van deze tekst en de artistieke tradities. Hij schildert Maria zoals Pseudo-Bonaventura haar beschrijft: biddend en zoete tranen vergietend. De houding van Christus, die in het rood gekleed is en niet in het wit zoals in de tekst, heeft een meervoudige oorsprong. Terwijl hij bevestigt dat hij inderdaad haar zoon is, laat hij zijn wonden zien met het traditionele gebaar van de ostentatio vulnerum ("het tonen van de wonden"), dat wordt afgezwakt door het afwerende gebaar van het Noli me tangere ("raak mij niet aan"), dat in de Bijbel verbonden is met zijn verschijning aan Maria Magdalena. Op het schilderij maakt Christus verder een subtiele beweging met zijn rechterhand, waarmee hij een slip van zijn mantel tegen zijn lichaam drukt om zo de wond in zijn zij te tonen. Op de achtergrond is het slingerende pad te zien dat aangeeft dat Christus direct na zijn opstanding naar Zijn moeder is gegaan, terwijl de drie vrouwen, die verderop aan komen lopen, het graf nog niet hebben bereikt.
Op de kapitelen zijn verhalen uit het Oude Testament uitgebeeld als voorafbeeldingen van Christus' opstanding en zijn overwinning op de dood en de duivel: David verslaat Goliat, Simson die de leeuw doodt en Simson die de deuren uit de stadspoort van Gaza heeft gebroken (als voorafbeelding van Christus die het graf opent).
De schijnsculpturen op de boog verbeelden achtereenvolgens: bericht van de drie vrouwen over de opstanding van Christus, hemelvaart van Christus, Pinksteren, aankondiging van Maria's dood, haar afscheid van de apostelen, de tenhemelopneming en kroning van Maria.
De tekst op de banderol van de engel met de kroon is gebaseerd op Openbaring 4:2 en luidt:
Mulier hec perseveravit vincens omnia; ideo data est ei corona. Ex Apoc. VI° capitulo.
("Deze vrouw volhardde, alles overwinnend; daarom is haar [deze] kroon gegeven. Uit het zesde hoofdstuk van de Openbaring.")

## Herkomst
De Miraflorestriptiek werd in 1809 meegenomen door generaal Darmagnac, die het zou hebben aangetroffen in de kathedraal van Burgos. Kunsthandelaar C.J. Nieuwenhuys, die het altaarstuk rond 1840 van een Franse wijnhandelaar had gekocht, verkocht het in 1843 door aan koning Willem II. Op de veiling van diens verzameling in 1850 in Den Haag werd het verworven door het Berlijnse museum.

## De kopie
In 1908 publiceerden Gómez en Moreno de twee panelen in de Capilla Real in de Kathedraal van Granada. Vanwege de voorname herkomst van de panelen moesten dit volgens de auteurs wel de originelen zijn en was de versie in Berlijn een kopie. Mede doordat de panelen in Granada moeilijk toegankelijk waren, werd 73 jaar lang deze lezing door de meeste kunsthistorici onderschreven. Ook een vergelijking met het derde paneel, dat in 1921 in het Metropolitan Museum of Art in New York terechtkwam, bracht hier geen verandering in, totdat Rainald Grosshans in 1981 in zijn studie over de beide versies definitief aantoonde dat de Berlijnse versie het origineel was en de panelen in Granada en New York een latere kopie. Als makers van de kopie kwamen vooral Michael Sittow en Juan de Flandes in aanmerking. Zij waren beiden Noord-Europese schilders in Spaanse dienst. Marian Ainsworth wist ten slotte op basis van de ondertekening van het paneel in New York aan te tonen dat Juan de Flandes de kopie rond 1496 moet hebben gemaakt. Bovendien wees dendrochologisch onderzoek uit dat het paneel in New York van dezelfde boom afkomstig was als enkele planken van een ander, gedocumenteerd altaarstuk van Juan de Flandes.
De iets kleinere kopie volgt het origineel nauwkeurig, maar bevat ook enkele opvallende wijzigingen. Zo zijn de kleuren van de mantels van Johannes en Maria op het middelste paneel omgewisseld, waardoor Maria het traditionele blauw draagt in plaats van het symbolische rood. Erwin Panofsky, die als eerste wees op de voor Rogier van der Weyden kenmerkende kleurensymboliek, was hiervan kennelijk niet op de hoogte, want ook hij beschouwde de Berlijnse versie als een uitstekende kopie. Verder komen de vluchtlijnen van de perspectiefconstructie van het derde paneel nauwkeuriger samen in één verdwijnpunt en heeft de schilder van de kopie daarmee het empirische systeem van Rogier van der Weyden 'gecorrigeerd'. In de 17e eeuw werden de drie panelen gescheiden, waarna de eerste twee werden ingekort om als deuren te dienen voor een reliekhouder in de Capilla Real, waar ze zich nog steeds bevinden. Het derde paneel belandde ten slotte in het Metropolitan Museum of Art.
Ainsworth wees er ook op dat als eerdere kunsthistorici nauwkeuriger schijnbaar onbelangrijke details, zoals de weergave van bomen, hadden bestudeerd, het al veel eerder duidelijk was geworden dat de Berlijnse versie ruim vijftig jaar eerder was geschilderd. Het gebladerte van Juan de Flandes is naturalistischer geschilderd dan de meer schematische bomen van Rogier van der Weyden, wat een gevolg is van de ontwikkeling van de Zuid-Nederlandse schilderstijl die zich in de tweede helft van de 15e eeuw had voltrokken.

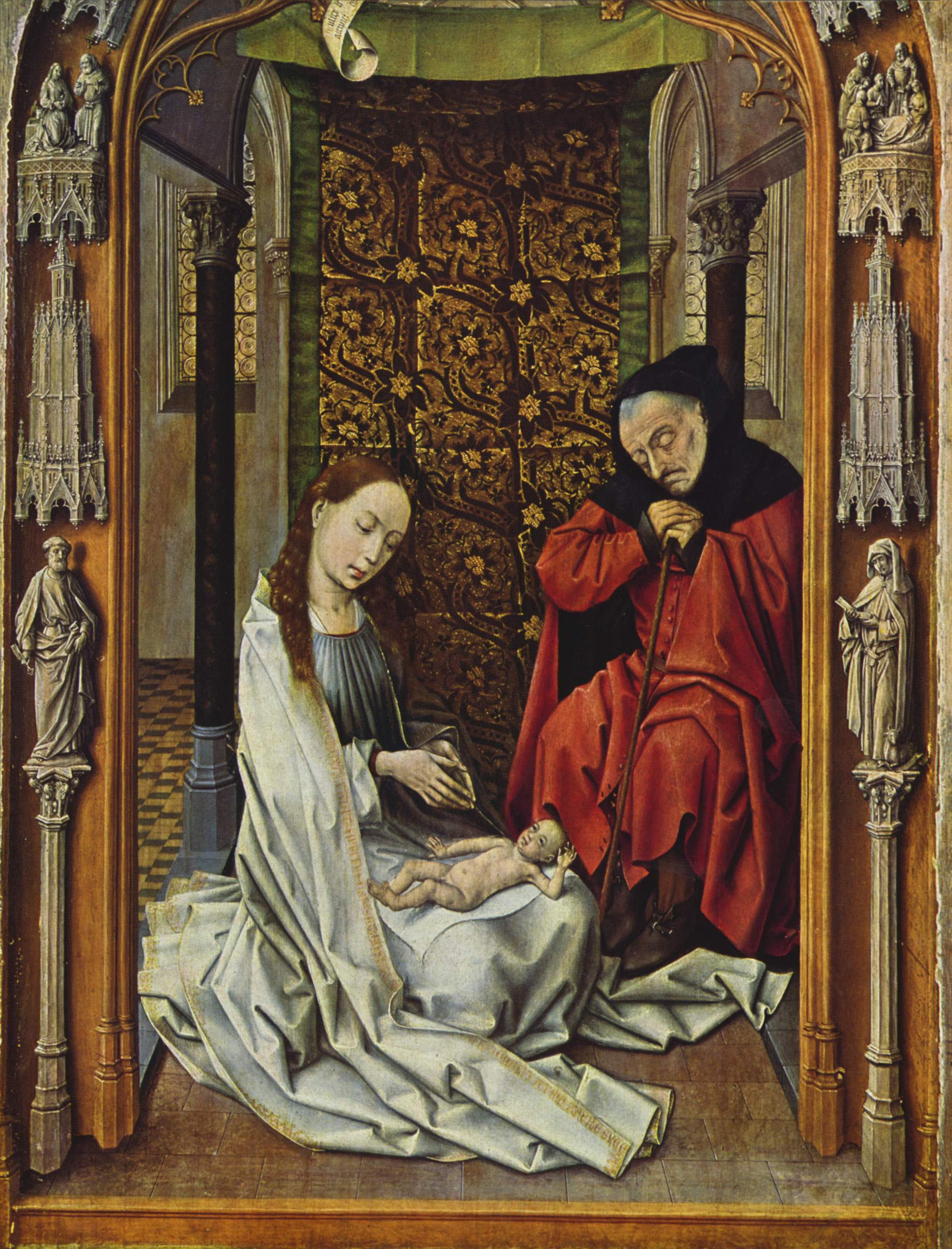
Juan de Flandes, De aanbidding van Christus, Capilla Real, Kathedraal van Granada
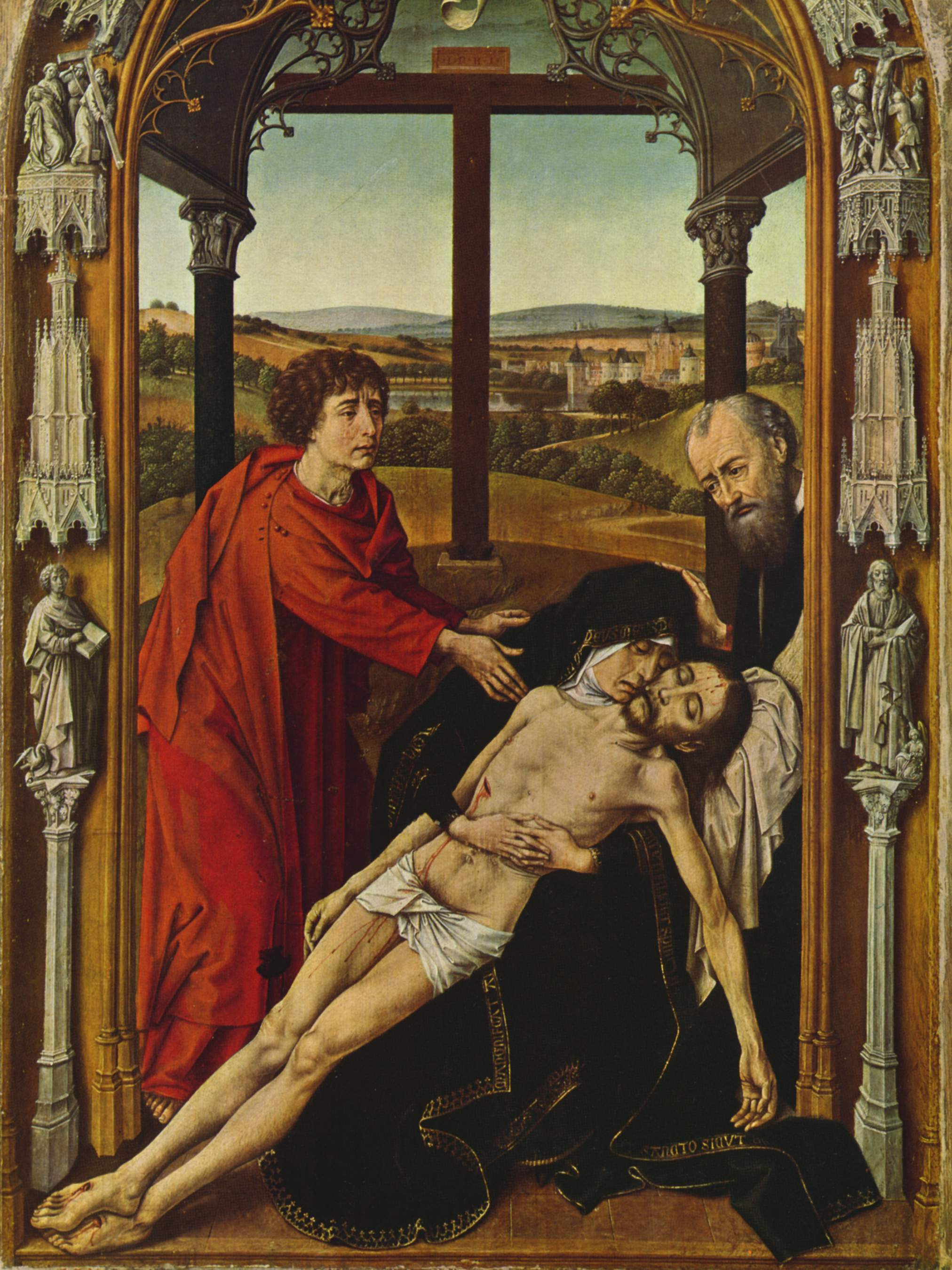
Juan de Flandes, Pietà, Capilla Real, Kathedraal van Granada
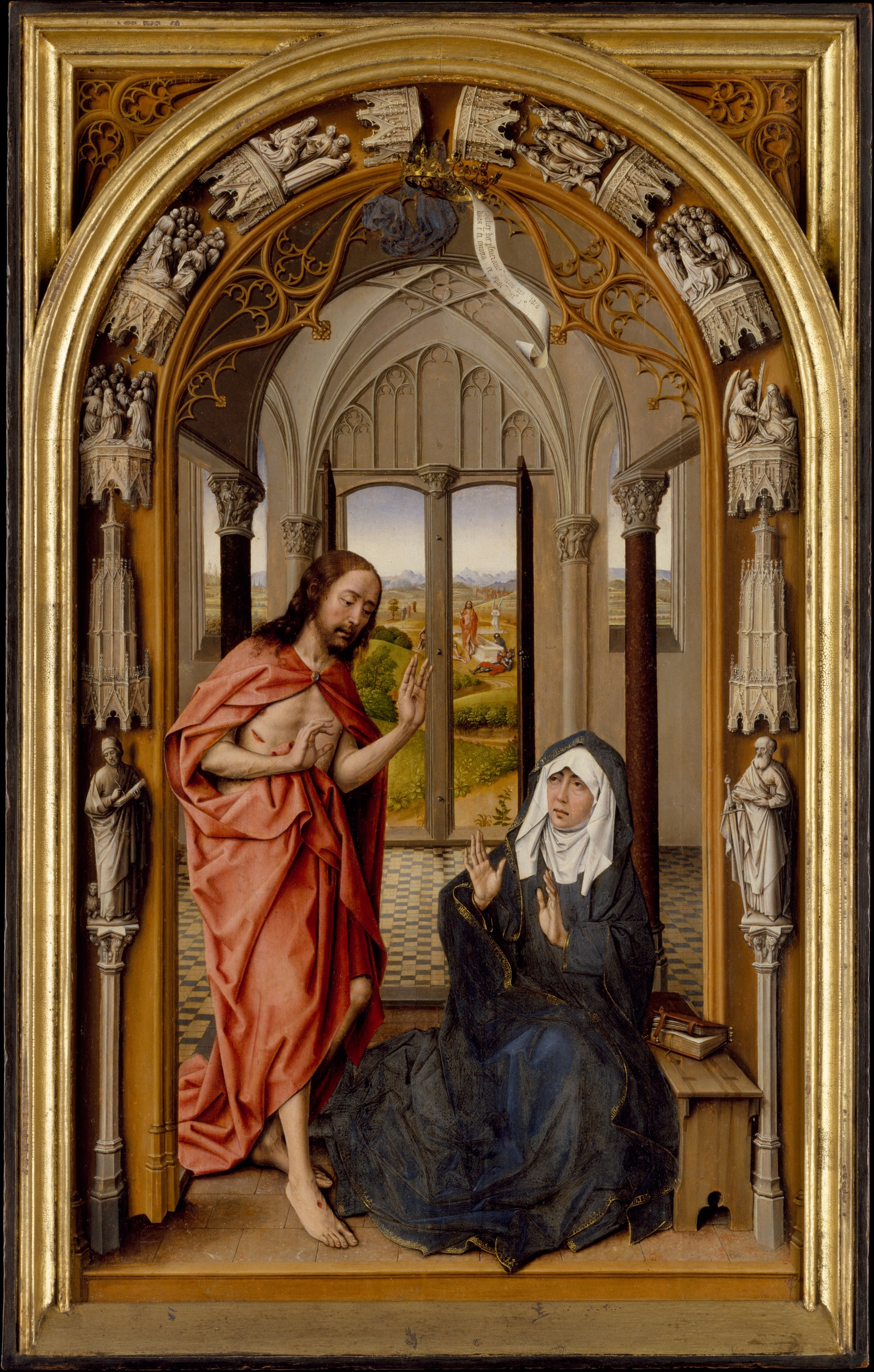
Juan de Flandes, De herrezen Christus verschijnt aan Zijn moeder, Metropolitan Museum of Art